# Janet.
janet. ist das fünfte Studioalbum der amerikanischen Sängerin Janet Jackson. Es wurde am 18. Mai 1993 über Virgin Records veröffentlicht. Es war das erste Album auf diesem Label nach Jacksons Wechsel von A&M Records für 32 Mio. Dollar, der bis dahin höchstdotierte Plattenvertrag einer Künstlerin.

## Konzept/Hintergründe
Jackson hatte bereits auf den Vorgängeralben Control und Janet Jackson’s Rhythm Nation 1814 mit den Produzenten Jimmy Jam und Terry Lewis gearbeitet und mehrere Auszeichnungen und Erfolge mit ihnen erzielt.
Die Namensgebung janet. (Aussprache: Janet, period) symbolisierte durch Wegfall des Nachnamens Jackson Janets nun vollzogenen Schritt zur Unabhängigkeit und Emanzipation von ihrer berühmten Familie in musikalischer Hinsicht.
In textlicher Hinsicht ist janet. als eine Distanzierung zu den bisherigen Songinhalten von Jackson zu sehen. Im Vergleich zu ihrem bisherigen Schaffen damals (wie etwa Let’s Wait A While, der sich für sexuelle Enthaltsamkeit aussprach) wurde auf diesem Album offensiv und ungeniert mit Themen wie Sex, Masturbation und Leidenschaft umgegangen. Jackson begründete dies damit, dass Control und Janet Jackson’s Rhythm Nation 1814 aus ihrer bisherigen Persönlichkeit, stammend aus einer wohlerzogenen, behüteten Familie, resultierte. Ihr Ziel der Emanzipation und kreativen Weiterentwicklung sei aber nur abzuschließen gewesen, wenn sie sich selbst und ihrem Umfeld entsprechend neudefinieren würde („give myself over to a creative environment[…]“).
Das Album ist mit dieser inhaltlichen Orientierung prototypisch für die Entwicklung des Contemporary R&B der 1990er und 2000er Jahre.
Jackson fungierte darüber hinaus als Co-Produzentin, was als Grund für die Abkehr von ihrem bis dato gewohnten Sound gesehen wird. Anstelle von perkussivem und Synthesizer- schwangeren Dance-Pop waren weichere, zuweilen souligere Arrangements getreten. Die musikalische Gestaltung unterlag nicht mehr ausschließlich der Ästhetik des sog. Minneapolis Sound für den Jimmy Jam und Terry Lewis berühmt geworden waren.
Neben selbstkomponierten, teils orchestrierten Stücken bediente sich janet. ebenfalls der Technik des Sampling, welche bis Mitte der 90er Jahre ihren vorläufigen Höhepunkt erreichen sollte. So sind Versatzstücke von Diana Ross & The Supremes, Stevie Wonder oder Kool & the Gang auf dem Album zu hören.

## Cover
Das Cover des Albums zeigt Janet Jackson in Jeans gekleidet und mit freiem Oberkörper, ihren Busen bedeckt gehalten von zwei Händen einer Person, die hinter ihr steht. Hierbei handelt es sich um ihren damaligen Ehemann René Elizondo. Durch die Veröffentlichung des Coverfotos auf der Titelseite der September-Ausgabe der Rolling Stone ist das Bild weltberühmt geworden.

## Titelliste
1. Morning – 0:31
2. That’s the Way Love Goes – 4:24
3. You Know … – 0:12
4. You Want This – 5:05
5. Be a Good Boy … – 0:07
6. If – 4:31
7. Back – 0:04
8. This Time – 6:58
9. Go On Miss Janet – 0:05
10. Throb – 4:33
11. What’ll I Do – 4:05
12. Lounge, The – 0:15
13. Funky Big Band – 5:22
14. Racism – 0:08
15. New Agenda – 4:00
16. Love Pt. 2 – 0:11
17. Because of Love – 4:20
18. Wind  – 0:11
19. Again – 3:46
20. Another Lover – 0:11
21. Where Are You Now – 3:47
22. Hold On Baby – 0:12
23. The Body That Loves You – 5:32
24. Rain – 0:18
25. Any Time, Any Place – 7:03
26. Are You Still Up – 1:36
27. Sweet Dreams – 0:14
28. Whoops Now – 5:17 (teilweise als Hidden Track)

## Rezeption

### Kritiken
Die Erwartung von Kritikern und Fans an das Nachfolgealbum zu Control und Janet Jackson’s Rhythm Nation 1814 war sehr hoch, da Janet und ihre Produzenten Grammy-Auszeichnungen für ihren neuartigen Sound erhalten hatten. Für nicht wenige Kritiker war janet. eine Enttäuschung. Ihre Intention sich der Öffentlichkeit als selbstbewusste, erwachsene Frau zu präsentieren schlug in vielerlei Worten und Ohren fehl. Jackson habe sich weder emanzipiert, noch eine musikalische Weiterentwicklung vollzogen. Jon Pareles urteile in der New York Times gar, dass sich Jackson nun mehr als Sexobjekt präsentieren wolle anstatt ihren musikalischen Ansatz aus den 1980er Jahren für das Folgejahrzehnt weiterzuentwickeln. Die Los Angeles Times kritisierte darüber hinaus, der Erfolg des Albums sei nur damit zu erklären, dass es aphrodisierende bzw. sexuell anreizende Bestrebungen beinhalte.
Vielerorts wurde dem Album musikalische Vielfalt zugeschrieben, was jedoch angesichts des rekordverdächtigen Plattenvertrags und der affektierten Obszönität nicht ausreichend wäre, um ein gutes Album zu präsentieren. David Browne unterstellte Jackson sogar aufgrund ihrer angeblich konservativen Familie, die ihr keinen Umgang mit Nacktheit vermittelt habe, eine Art postpubertäre Nymphomanie und Promiskuität zelebrieren zu wollen.

### Auszeichnungen
janet. hat eine Vielzahl von Auszeichnungen bekommen.
- Janet Jackson gewann im Jahr 1993 bei der Leserumfrage der Bravo den Goldenen Otto als Sängerin International.
- That’s the Way Love Goes erhielt den Grammy Award in der Kategorie Best R&B Song, die Single Again war in der Kategorie Best Original Song nominiert.
- If gewann 1993 und 1994 je einen MTV Video Music Award in der Kategorie Best Female Video und einen Soul Train Music Award in der Kategorie Best R&B/Urban Contemporary Music Video
- Die Singles Again, Any Time, Any Place, Because of Love,If und That’s the Way Love Goes bekamen alle 1994 einen BMI Pop Award

## Kommerzieller Erfolg

### Chartplatzierungen
janet. stieg am 31. Mai 1993 in die deutschen Albumcharts auf Platz 34 ein, konnte am 14. Juni 1993 in die Top 10 auf Platz sechs vordringen und hielt sich bis zum 5. Dezember in den Top 100, zunächst letztmals auf Platz 79 in der 49. Woche des Jahres 1993. Am 17. Januar 1994 stieg das Album erneut auf Platz 86 in die Charts ein, konnte bis auf Platz 33 klettern und blieb bis zum 4. April 1994 auf Platz 63 im Register verzeichnet. Zwei weitere Wiedereinstiege auf Platz 95 am 8. August 1995 auf Platz 43 am 22. August 1995 haben das Album bis zum 23. Juli 1995 insgesamt 49 Wochen in den Charts stehen lassen. Damit ist kein anderes Album aus Jacksons Diskografie länger in den deutschen Albumcharts vertreten gewesen.
| ChartsChartplatzierungen       | Höchstplatzierung | Wochen |
| ------------------------------ | ----------------- | ------ |
| Deutschland (GfK)              | 5 (49 Wo.)        | 49     |
| Österreich (Ö3)                | 7 (16 Wo.)        | 16     |
| Schweiz (IFPI)                 | 10 (19 Wo.)       | 19     |
| Vereinigte Staaten (Billboard) | 1 (106 Wo.)       | 106    |
| Vereinigtes Königreich (OCC)   | 1 (65 Wo.)        | 65     |

| ChartsJahrescharts (1993) | Platzierung |
| ------------------------- | ----------- |
| Deutschland (GfK)         | 27          |
| Schweiz (IFPI)            | 31          |

### Auszeichnungen für Musikverkäufe
Laut Quellenangaben verkaufte sich das Album weltweit über 20 Millionen Mal und gehört demnach zu den weltweit meistverkauften Alben. Das Album wurde in Amerika sechs Mal und im Vereinigten Königreich zwei Mal mit Platin geehrt. In Deutschland und der Schweiz erhielt es je eine Goldene Schallplatte.
| Land/Region                  | Auszeichnungen für Musikverkäufe (Land/Region, Auszeichnung, Verkäufe) | Verkäufe  |
| ---------------------------- | ---------------------------------------------------------------------- | --------- |
| Australien (ARIA)            | 2× Platin                                                              | 140.000   |
| Belgien (BRMA)               | Gold                                                                   | 25.000    |
| Deutschland (BVMI)           | Gold                                                                   | 250.000   |
| Frankreich (SNEP)            | 2× Gold                                                                | 200.000   |
| Hongkong (IFPI/HKRIA)        | Platin                                                                 | 20.000    |
| Indien (IMI)                 | Gold                                                                   | 30.000    |
| Japan (RIAJ)                 | Platin                                                                 | 200.000   |
| Kanada (MC)                  | 3× Platin                                                              | 300.000   |
| Neuseeland (RMNZ)            | Platin                                                                 | 15.000    |
| Niederlande (NVPI)           | Gold                                                                   | 50.000    |
| Norwegen (IFPI)              | Gold                                                                   | 25.000    |
| Schweden (IFPI)              | Gold                                                                   | 50.000    |
| Schweiz (IFPI)               | Gold                                                                   | 25.000    |
| Südafrika (RISA)             | Gold                                                                   | 25.000    |
| Südkorea (KMCA)              | Gold                                                                   | 50.000    |
| Vereinigte Staaten (RIAA)    | 6× Platin                                                              | 7.010.000 |
| Vereinigtes Königreich (BPI) | 2× Platin                                                              | 600.000   |
| Insgesamt                    | 11× Gold · 16× Platin ·                                                | 9.015.000 |

Hauptartikel: Janet Jackson/Auszeichnungen für Musikverkäufe

## Trivia
- Im Jahr 2008 imitierte die amerikanische Zeitschrift Pregnancy das Album-Cover auf ihrer Titelseite[27]
- Der Song Solo von Iyaz aus dem Jahr 2010 beinhaltet ein Sample von Again[28]